# Zoo de Krefeld
Le zoo de Krefeld en Allemagne abrite actuellement[Quand ?] sur une superficie de 13 ha près de 1 300 animaux de 225 espèces différentes. Fondé en 1938, il est visité chaque année par environ 380 000 visiteurs.

## Habitats

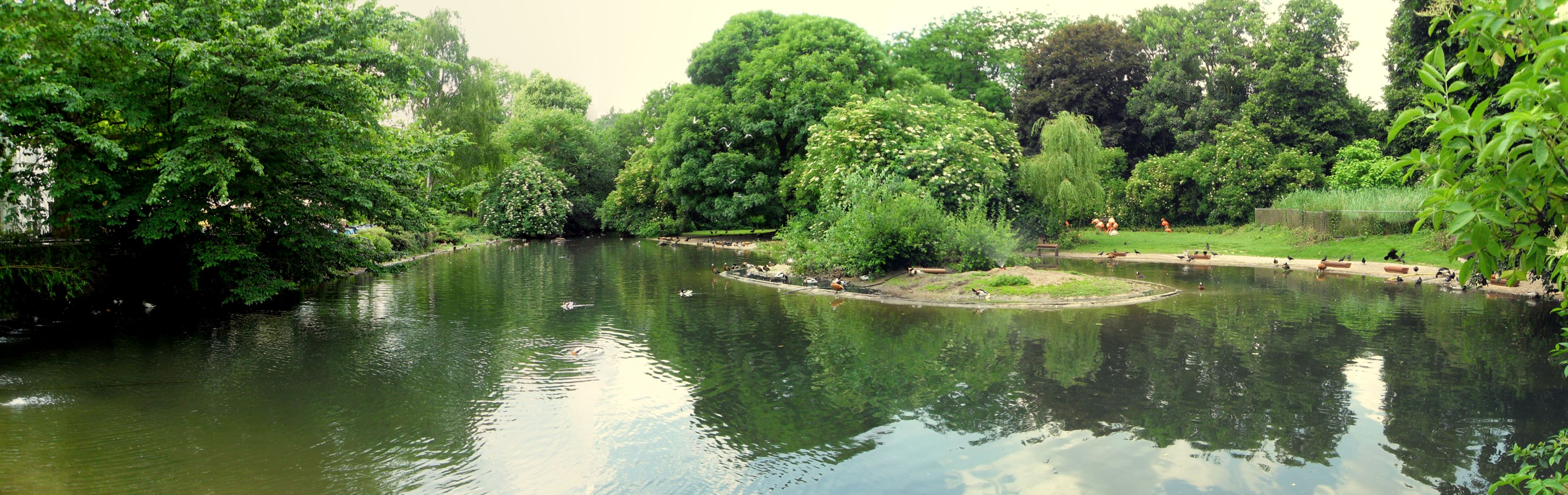
L'étang des oiseaux.